# Mesbrecourt-Richecourt
Pour les articles homonymes, voir Richecourt (homonymie).
Mesbrecourt-Richecourt est une commune française située dans le département de l'Aisne, en région Hauts-de-France.

## Géographie
- 1Carte dynamique
- 2Carte OpenStreetMap
- 3Carte topographique
- 4Carte avec les communes environnantes

Village situé dans le nord de l'Aisne. La Serre passe en limite du territoire communal, au sud. Ses villages voisins sont Nouvion-et-Catillon, La Ferté-Chevresis, Montigny-sur-Crécy, Assis-sur-Serre et Remies.

Richecourt est situé sur le ruisseau Le Peron (Serre) .

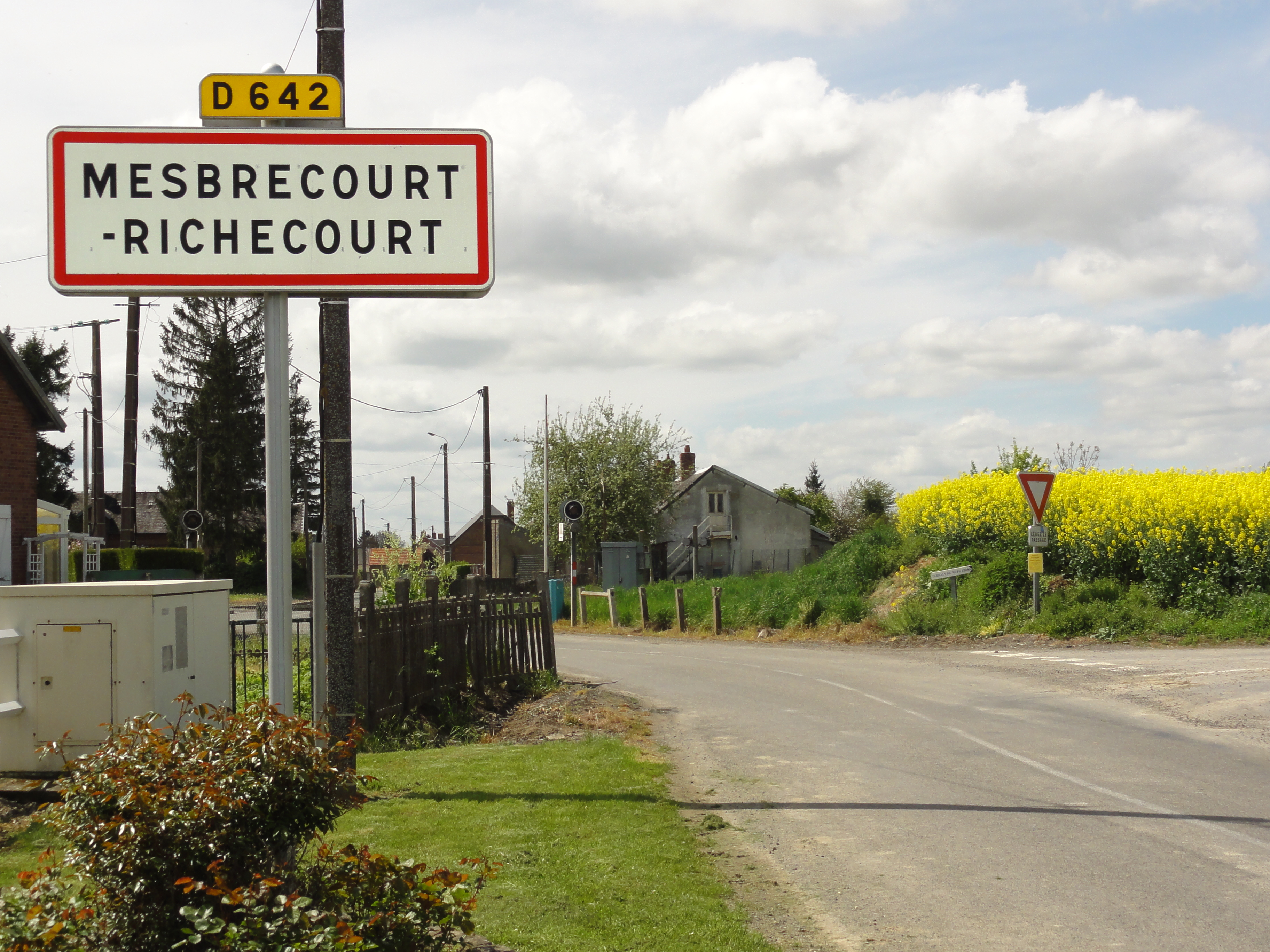
Entrée de Mesbrecourt-Richecourt.
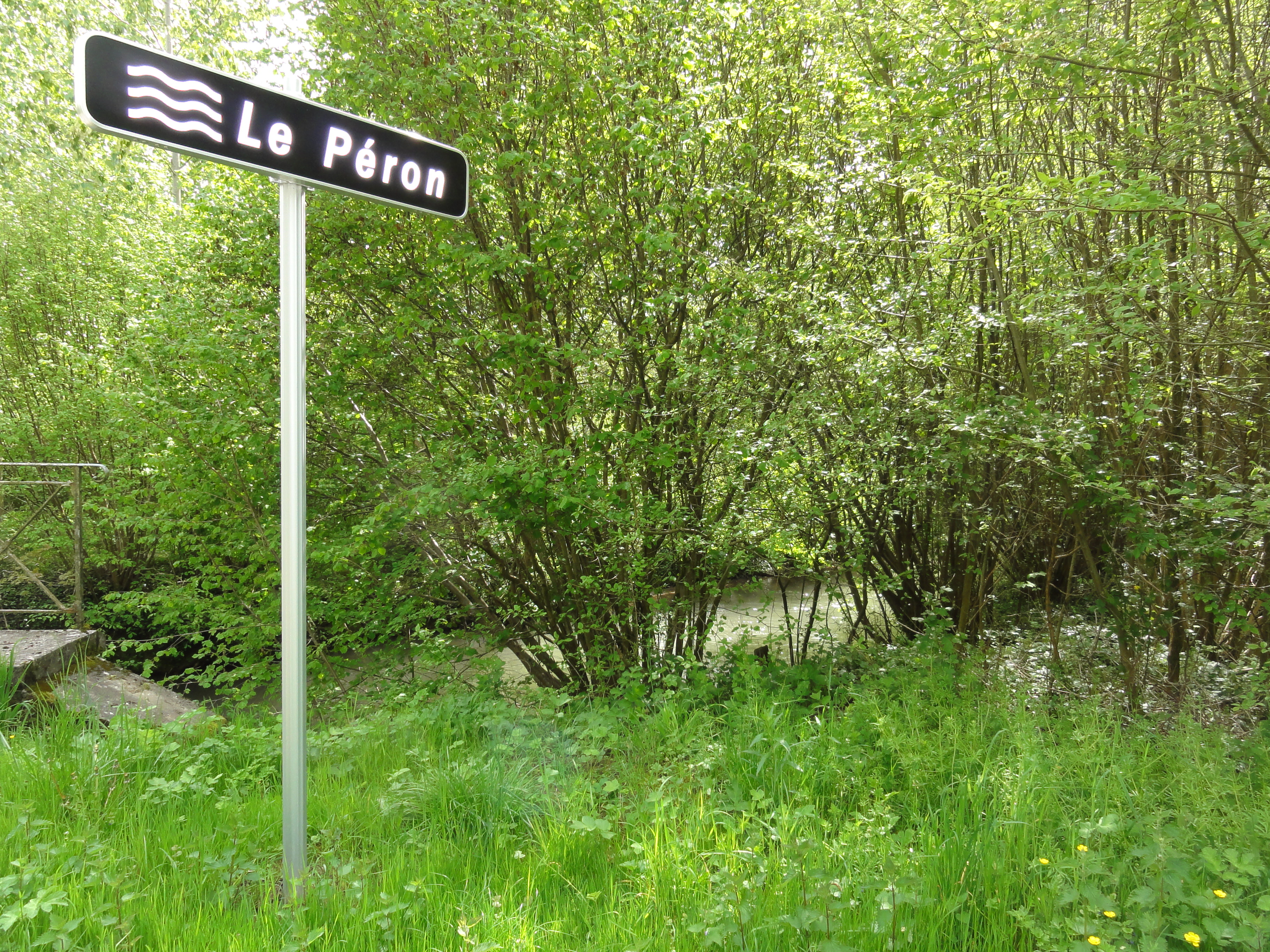
Pont sur le Péron, affluent de la Serre.
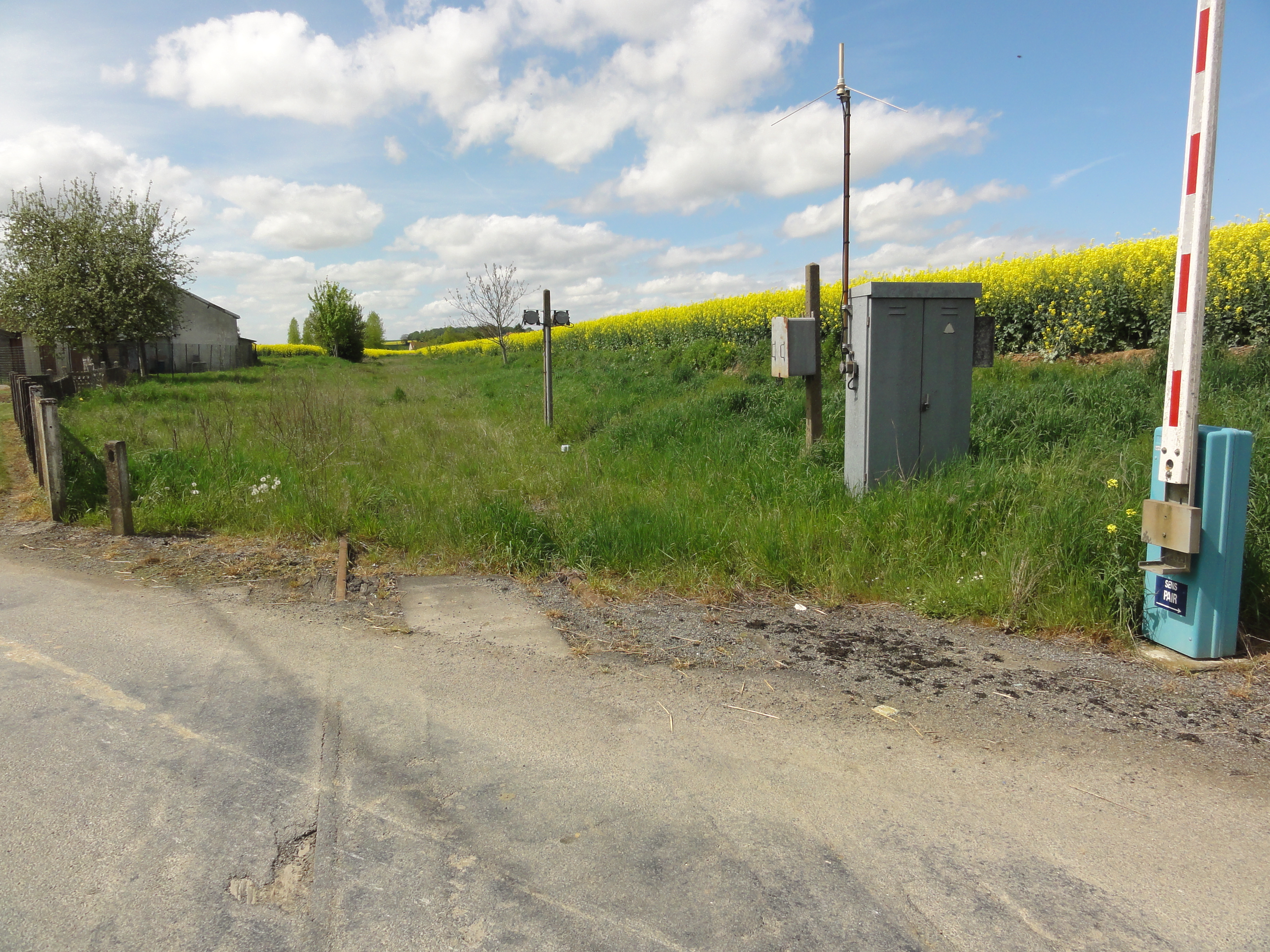
Chemin de fer désaffecté.

### Hydrographie
La commune est située dans le bassin Seine-Normandie. Elle est drainée par la Serre, le Peron, le cours d'eau 02 de la commune de la Ferté-Chevresis et le Grand Fossé,,.
La Serre, d'une longueur de 96 km, prend sa source dans la commune de La Férée, à 265 m d'altitude, et se jette  dans l'Oise (rive gauche) à Danizy, à 52 m d'altitude, après avoir traversé 39 communes. Les caractéristiques hydrologiques du la Serre sont données par la station hydrologique située sur la commune de Nouvion-et-Catillon. Le débit moyen mensuel est de 13,2 m3/s. Le débit moyen journalier maximum est de 88,3 m3/s, atteint lors de la crue du 23 décembre 1993. Le débit instantané maximal est quant à lui de 96,4 m3/s, atteint le même jour.
Le Péron, d'une longueur de 15 km, prend sa source dans la commune de Monceau-le-Neuf-et-Faucouzy et se jette  dans la Serre en limite de Nouvion-et-Catillon et de Mesbrecourt-Richecourt, après avoir traversé cinq communes.

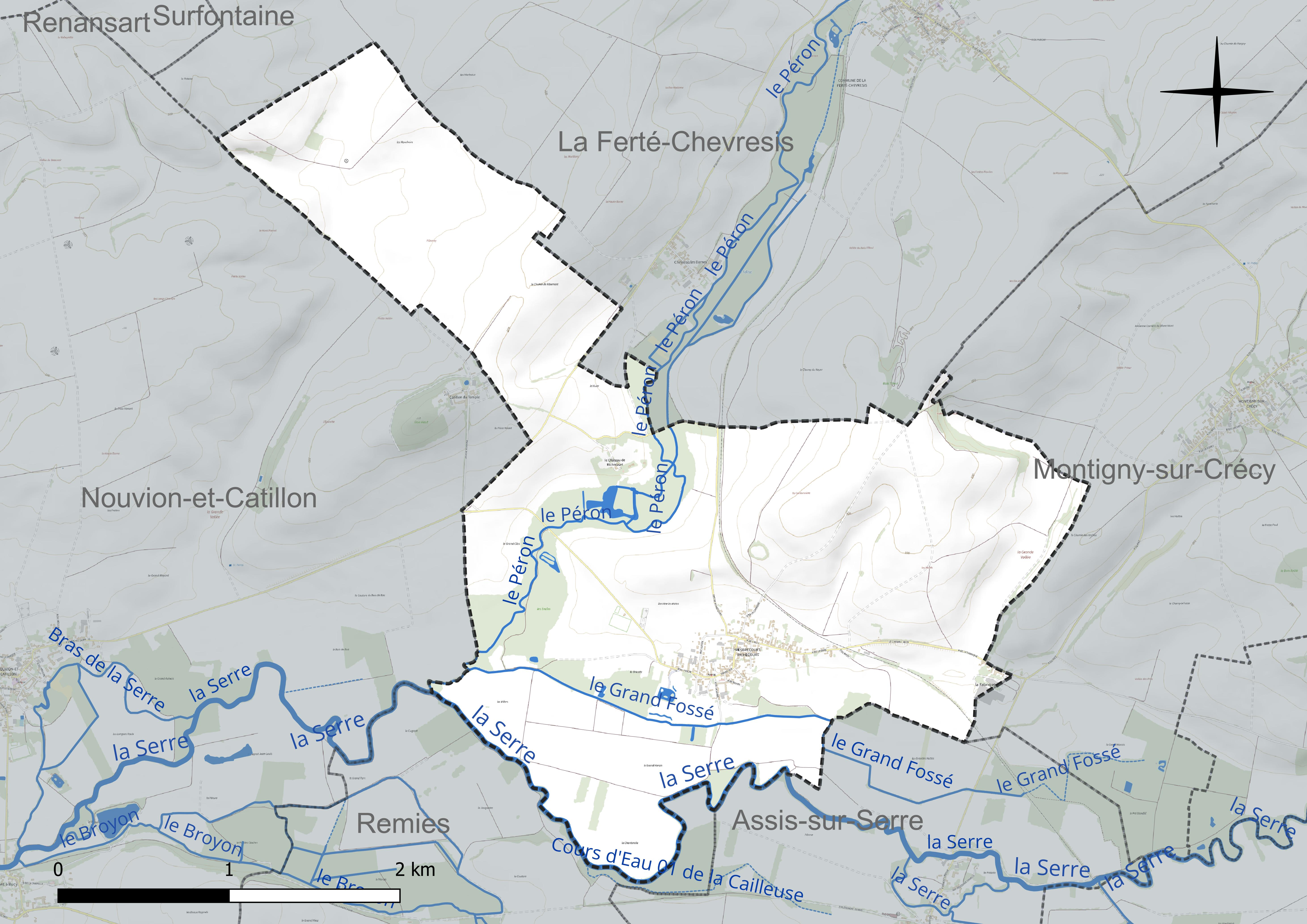
Réseau hydrographique de Mesbrecourt-Richecourt.

Un plan d'eau complète le réseau hydrographique : le plan d'eau de la commune de Mesbrecourt-Richecourt (2,3 ha),.

### Climat
Pour des articles plus généraux, voir Climat des Hauts-de-France et Climat de l'Aisne.
En 2010, le climat de la commune est de type climat océanique dégradé des plaines du Centre et du Nord, selon une étude du CNRS s'appuyant sur une série de données couvrant la période 1971-2000. En 2020, Météo-France publie une typologie des climats de la France métropolitaine dans laquelle la commune est exposée à un climat océanique altéré et est dans la région climatique Nord-est du bassin Parisien, caractérisée par un ensoleillement médiocre, une pluviométrie moyenne régulièrement répartie au cours de l'année et un hiver froid (3 °C).
Pour la période 1971-2000, la température annuelle moyenne est de 10,4 °C, avec une amplitude thermique annuelle de 15,1 °C. Le cumul annuel moyen de précipitations est de 717 mm, avec 11,8 jours de précipitations en janvier et 8,7 jours en juillet. Pour la période 1991-2020, la température moyenne annuelle observée sur la station météorologique la plus proche, située sur la commune d'Aulnois-sous-Laon à 11 km à vol d'oiseau, est de 11,0 °C et le cumul annuel moyen de précipitations est de 685,6 mm,. Pour l'avenir, les paramètres climatiques de la commune estimés pour 2050 selon différents scénarios d'émission de gaz à effet de serre sont consultables sur un site dédié publié par Météo-France en novembre 2022.

## Urbanisme

### Typologie
Au 1er janvier 2024, Mesbrecourt-Richecourt est catégorisée commune rurale à habitat dispersé, selon la nouvelle grille communale de densité à 7 niveaux définie par l'Insee en 2022.
Elle est située hors unité urbaine. Par ailleurs la commune fait partie de l'aire d'attraction de Laon, dont elle est une commune de la couronne,. Cette aire, qui regroupe 106 communes, est catégorisée dans les aires de 50 000 à moins de 200 000 habitants,.

### Occupation des sols
L'occupation des sols de la commune, telle qu'elle ressort de la base de données européenne d'occupation biophysique des sols Corine Land Cover (CLC), est marquée par l'importance des territoires agricoles (89,3 % en 2018), en augmentation par rapport à 1990 (88,4 %). La répartition détaillée en 2018 est la suivante : 
terres arables (84,7 %), forêts (6,6 %), zones agricoles hétérogènes (4,6 %), zones urbanisées (4,1 %).
L'évolution de l'occupation des sols de la commune et de ses infrastructures peut être observée sur les différentes représentations cartographiques du territoire : la carte de Cassini (XVIIIe siècle), la carte d'état-major (1820-1866) et les cartes ou photos aériennes de l'IGN pour la période actuelle (1950 à aujourd'hui).

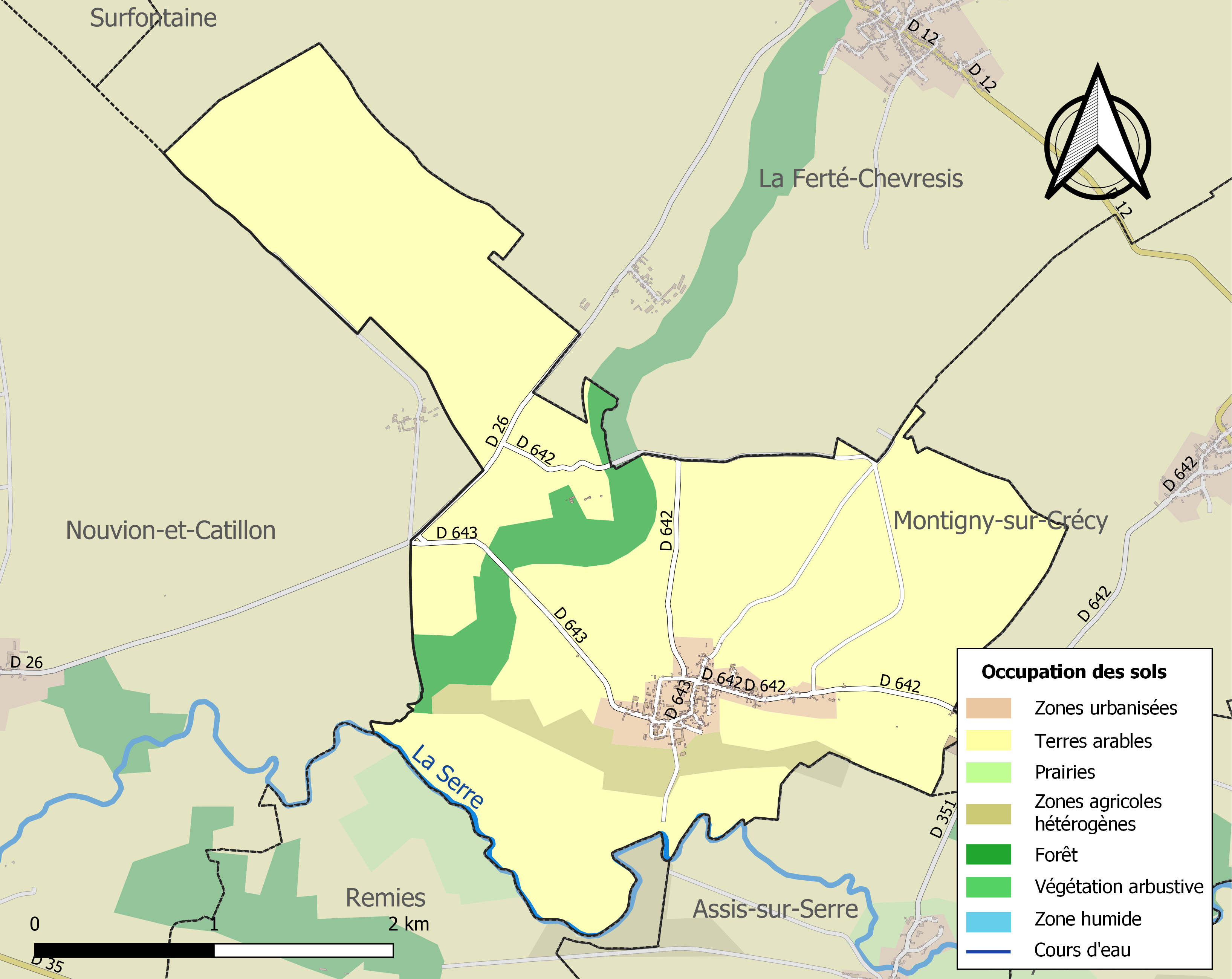
Carte de l'occupation des sols de la commune en 2018 (CLC).

## Toponymie
Mesbrecourt Le nom du village apparaît pour la première fois en l'an 1274, sous l' appellation de Maibecourt dans une charte de l'abbaye Saint-Vincent de Laon, ensuite Maimbrecourt, Mebecourt, Mesbecourt, Meblecourt, Paroisse Saint-Benoite de Mesbrecourt, Mebrecourt, et enfin l'orthographe actuelle  Mesbrecourt sur la carte de Cassini vers 1750.

Richecourt Le nom du hameau apparaît pour la première fois en l'an 1167, sous l' appellation latine de Villa que dicitur Rogiscurtis, Regiscurtis en 1197 dans une charte de l' abbaye Saint-Nicolas des Prés de Ribemont, ensuite Communitas de Rigescourt, Rigecourt, Regicourt, Rigicourt, et enfin l'orthographe actuelle  Richecourt sur la carte de Cassini vers 1750.

## Histoire
|  |

Carte de Cassini

La carte de Cassini montre qu'au XVIIIe siècle, Mesbrecourt était une paroisse située sur la rive droite de la Serre.
 Un moulin à eau est symbolisé par une roue dentée sur la rivière. 

Un château est également représenté.

Richecourt est également une paroisse avec un château. Un moulin dont les vestiges sont encore présents de nos jours est représenté sur le ruisseau le Peron (Serre).

Ce hameau était un ancien domaine des Chevaliers de Malte de Laon.

La commune de Richecourt a été réunie à celle de Mesbrecourt par ordonnance royale du 18 août 1845.

1845 : Mesbrecourt absorbe Richecourt et prend le nom de Mesbrecourt-Richecourt.

## Politique et administration

### Découpage territorial
La commune de Mesbrecourt-Richecourt est membre de la communauté de communes du Pays de la Serre, un établissement public de coopération intercommunale (EPCI) à fiscalité propre créé le 17 décembre 1992 dont le siège est à Crécy-sur-Serre. Ce dernier est par ailleurs membre d'autres groupements intercommunaux.
Sur le plan administratif, elle est rattachée à l'arrondissement de Laon, au département de l'Aisne et à la région Hauts-de-France. Sur le plan électoral, elle dépend du  canton de Marle pour l'élection des conseillers départementaux, depuis le redécoupage cantonal de 2014 entré en vigueur en 2015, et de la première circonscription de l'Aisne  pour les élections législatives, depuis le dernier découpage électoral de 2010.

### Administration municipale
| Période                                  | Période                       | Identité      | Étiquette | Qualité                                        |
| ---------------------------------------- | ----------------------------- | ------------- | --------- | ---------------------------------------------- |
| Les données manquantes sont à compléter. |                               |               |           |                                                |
| avant 1988                               | mars 2008                     | Marc Flamant  | PS        |                                                |
| mars 2008                                | En cours (au 13 juillet 2020) | Valérie Serin | DVG       | Fonctionnaire Réélue pour le mandat 2020-2026, |

## Démographie

### Mesbrecourt-Richecourt
L'évolution du nombre d'habitants est connue à travers les recensements de la population effectués dans la commune depuis 1793. Pour les communes de moins de 10 000 habitants, une enquête de recensement portant sur toute la population est réalisée tous les cinq ans, les populations de référence des années intermédiaires étant quant à elles estimées par interpolation ou extrapolation. Pour la commune, le premier recensement exhaustif entrant dans le cadre du nouveau dispositif a été réalisé en 2005.

En 2022, la commune comptait 318 habitants, en évolution de +4,26 % par rapport à 2016 (Aisne : −1,97 %, France hors Mayotte : +2,11 %).
| 1793 | 1800 | 1806 | 1821 | 1831 | 1836 | 1841 | 1846 | 1851 |
| ---- | ---- | ---- | ---- | ---- | ---- | ---- | ---- | ---- |
| 320  | 355  | 427  | 452  | 509  | 510  | 520  | 600  | 610  |

| 1856 | 1861 | 1866 | 1872 | 1876 | 1881 | 1886 | 1891 | 1896 |
| ---- | ---- | ---- | ---- | ---- | ---- | ---- | ---- | ---- |
| 623  | 612  | 595  | 614  | 627  | 575  | 608  | 580  | 540  |

| 1901 | 1906 | 1911 | 1921 | 1926 | 1931 | 1936 | 1946 | 1954 |
| ---- | ---- | ---- | ---- | ---- | ---- | ---- | ---- | ---- |
| 508  | 450  | 442  | 365  | 388  | 420  | 390  | 338  | 360  |

| 1962 | 1968 | 1975 | 1982 | 1990 | 1999 | 2005 | 2006 | 2010 |
| ---- | ---- | ---- | ---- | ---- | ---- | ---- | ---- | ---- |
| 335  | 363  | 317  | 348  | 354  | 289  | 286  | 289  | 298  |

| 2015 | 2020 | 2022 | - | - | - | - | - | - |
| ---- | ---- | ---- | - | - | - | - | - | - |
| 303  | 316  | 318  | - | - | - | - | - | - |

### Mesbrecourt
| 1793 | 1800 | 1806 | 1821 | 1831 | 1836 | 1841 |
| ---- | ---- | ---- | ---- | ---- | ---- | ---- |
| 320  | 355  | 427  | 452  | 509  | 510  | 520  |

Histogramme

(élaboration graphique par Wikipédia)

### Richecourt
| 1793 | 1800 | 1806 | 1821 | 1831 | 1836 | 1841 |
| ---- | ---- | ---- | ---- | ---- | ---- | ---- |
| 49   | 54   | 49   | 34   | 42   | 37   | 37   |

Histogramme

(élaboration graphique par Wikipédia)

## Lieux et monuments
- Église Sainte-Benoîte de Mesbrecourt-Richecourt.
- Monument aux morts.
- Stèle, commémorant André-Étienne vicomte de Madrid, décédé à Mesbrecourt le 11 mars 1836.
- Calvaire.

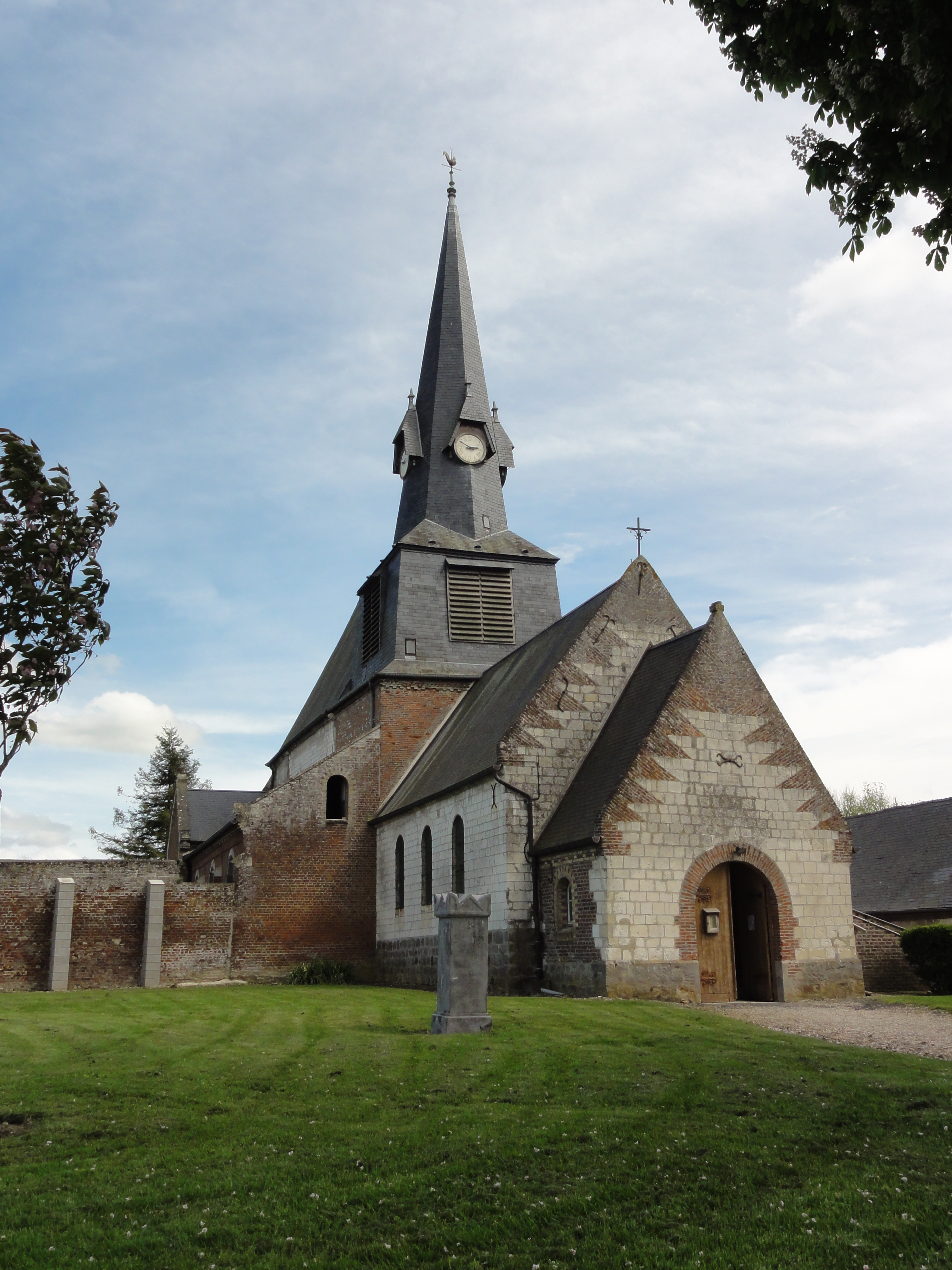
Église Sainte-Benoîte.
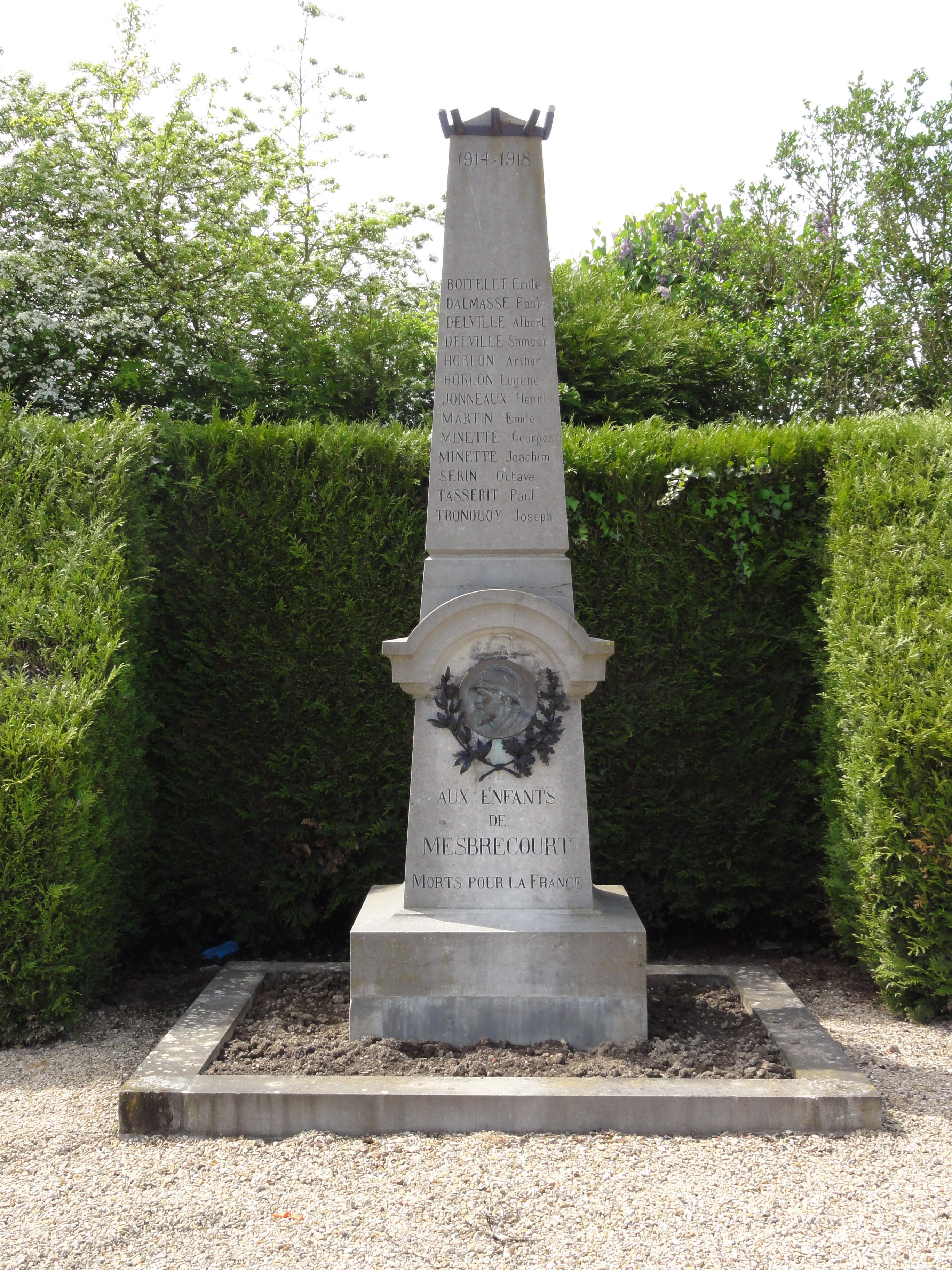
Monument aux morts.
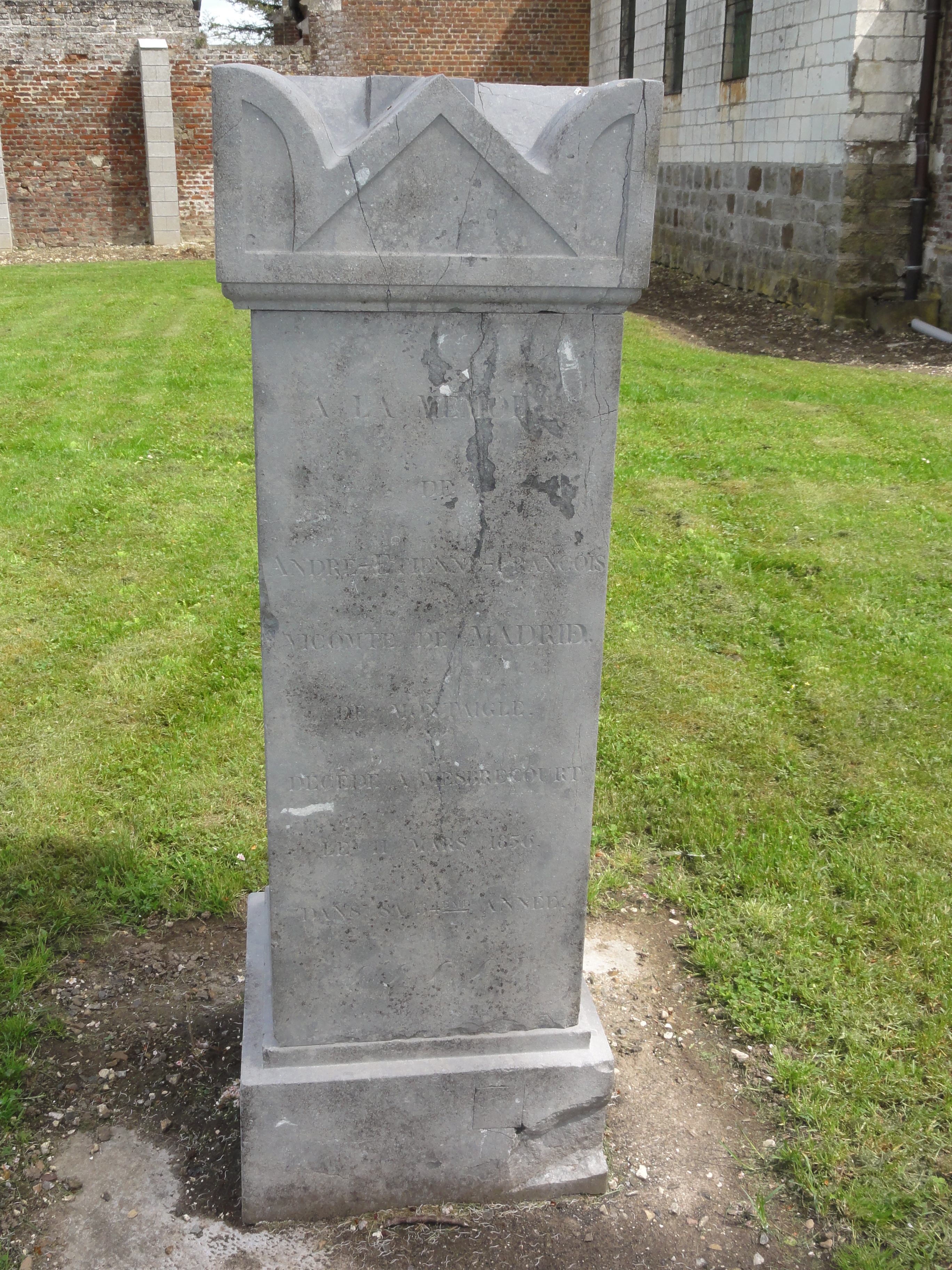
Stèle vicomte de Madrid.
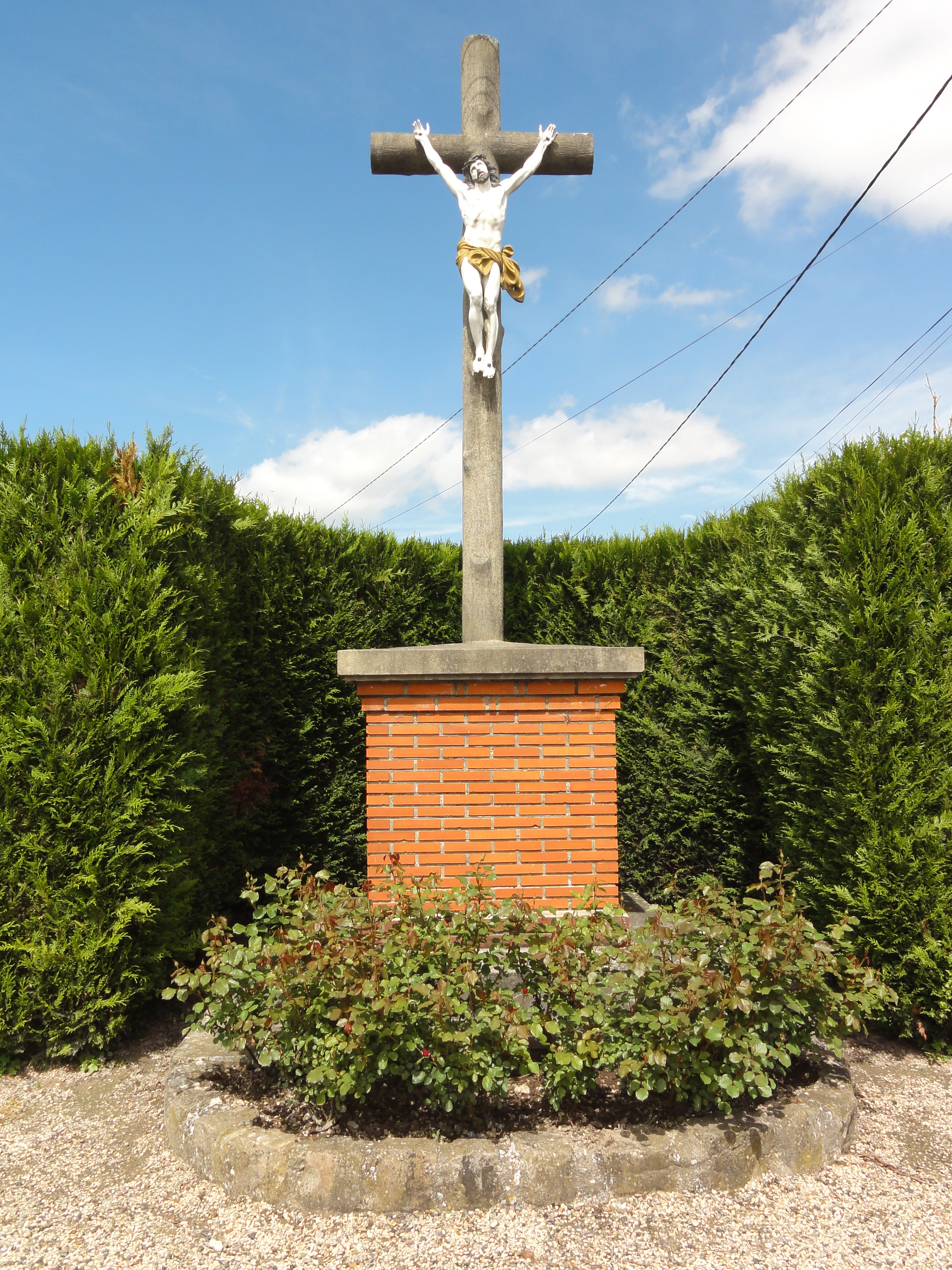
Calvaire.